# Oceanides nubicola
Oceanides nubicola är en insektsart som först beskrevs av George Willis Kirkaldy 1910.  Oceanides nubicola ingår i släktet Oceanides och familjen fröskinnbaggar. Inga underarter finns listade i Catalogue of Life.